# Kot Kapura
Kot Kapura är en stad i den indiska delstaten Punjab, och tillhör distriktet Faridkot. Folkmängden uppgick till 91 979 invånare vid folkräkningen 2011.